# Jakobitski ustanak 1715.
Jakobitski ustanak 1715. (škot.-gaelski: Bliadhna Sheumais) (također poznat i kao Petnaesta ili Pobuna lorda Mara) bio je pokušaj Jakova Franje Edvarda Stuarta (poznatog kao Stari Pretendent) da povrati prijestolja Engleske, Irske i Škotske za dinastiju Stuart, koja je bila u egzilu.

## Pozadina
Slavna revolucija iz 1688. – 1689. rezultirala je time da je Jakov II. Engleski i Škotski, katolik iz dinastije Stuart bio prisiljen na odlazak u egzil u Francusku, pod zaštitu kralja Luja XIV.
Jakovljeva kći i njezin muž, koji je također bio Jakovljev nećak, stupili su na britansko prijestolje kao suvladari Vilim III. i Marija II. Godine 1690. prezbiterijanizam je uspostavljen kao državna vjera u Škotskoj. Zakon o naslijeđu iz 1701. utvrdio je da englesko prijestolje nasljeđuje protestantska dinastija Hannover. Zakon o Uniji 1707. primijenio je Zakon o naslijeđu i na Škotsku. Smrću kraljice Ane, 1714. godine, hanoverski izbornik Georg naslijedio je britansko prijestolje. Njegovo stupanje na prijestolje označilo je početak prevlasti vigovaca, dočim su torijevci bili lišeni sve političke moći. Novi režim vigovaca pokušavao je progoniti članove torijevske vlade u razdoblju od 1710. do 1714. zbog financijskih nepravilnosti, te je Robert Harley bio utamničen u londonskom Toweru, a Lord Bolingbroke je pobjegao u Francusku prije uhićenja. Bolingbroke je postao Pretendentovim državnim tajnikom i prihvatio je grofovsku titulu od njega.
Pretendent se 14. ožujka 1715. obratio papi Klementu XI. za pomoć oko jakobitskoga ustanka: "Ne radi se toliko o predanu sinu, potlačenom nepravdama njegovih neprijatelja, koliko o progonjenoj Crkvi, kojoj prijeti uništenje, koja moli zaštitu i pomoć svoga dostojnoga prvosvećenika". Bolingbroke je 19. kolovoza pisao Pretendentu: "Stvari se ubrzavaju sve do toga da ili Vi, Gospodine, na čelu torijevaca, morate spasiti Crkvu i engleski Ustav, ili će oboje biti nepovratno uništeno zauvijek. Pretendent je vjerovao da će mu se vojvoda od Marlborougha pridružiti kad se iskrca u Škotskoj, pišući vojvodi od Berwicka, 23. kolovoza: "Vjerujem da je sada više nego ikada 'Sada ili nikada'".

## Podizanje zastave
Iako ga Jakov nije zadužio za početak ustanka, grof od Mara je isplovio iz Londona za Škotsku, i kod Braemara održao prvo ratno vijeće, 27. kolovoza. U pratnji 600 pristalica, Mar je 6. rujna podigao zastavu "Jakova VIII. i III."
Kao odgovor, Parlament je suspendirao habeas corpus Zakonom o suspenziji Habeas Corpusa iz 1715., te usvojio zakon kojim je dao pravo zakupcima, koji odbiju podržati jakobite, pravo na imanje njihovih zemljoposjednika, ako su oni bili jakobiti. Neki od Marovih zakupaca putovali su u Edinburgh kako bi dokazali svoju odanost i stekli pravo na njegovu zemlju.

## Borba za Škotsku
U sjevernoj Škotskoj, jakobiti su bili uspješni. Zauzeli su Inverness, Gordon Castle, Aberdeen i južnije Dundee, iako nisu mogli zauzeti Fort William. U edinburškom dvorcu bilo je oružja za 10.000 ljudi i 100.000 funti plaćenih Škotskoj kada je ušla u uniju s Engleskom. Lord Drummond, s 80 jakobita, pokušao je pod okriljem noći zauzeti dvorac, ali je upravitelj dvorca saznao za njihove planove, i uspješno ga obranio.
Do listopada, Marove su snage (oko 20.000) kontrolirane cijelu Škotsku iznad estuarija Firth of Forth, osim dvorca Stirling. Međutim, Mar je bio neodlučan, te su osvajanje Pertha i pokretanje oko 2.000 ljudi prema jugu vjerojatno odlučili njegovi podređeni. Marova neodlučnost dala je vremena hanoverskim snagama, pod zapovjedništvom vojvode od Argylla, da se ojačaju. Pojačanja Argyllovih snaga dovedena su i iz Irskog garnizona.
Mar je 22. listopada dobio zapovijed od Jakova, kojom ga imenuje zapovjednikom jakobitske vojske. Jakobitska je vojska bila trostruko brojnija od Argyllovih snaga, te je Mar odlučio poći na dvorac Stirling. Dvije su se vojske susrele 13. studenoga u boju kod Sheriffmuira. Bitka je bila neodlučna, ali pred kraj jakobiti su broili 4.000 ljudi, u usporedbi s Argyllovih 1.000. Marova je vojska započela s okruženje Argyllovih snaga, koji su bili slabo zaštićeni, ali Mar im nije naredio da idu dalje, možda vjerujući da je već dobio bitku (Argyll je izgubio 600 ljudi, tri puta više od Mara). Mar se potom povukao u Perth. Istoga dana, Inverness se predao hanoverskim snagama, a manja skupina jakobita koje je predvodio Mackintosh od Borluma, pobijeđena je kod Prestona.
- Kralj Jakov II. i VII.
- Vojvoda od Argylla
- Bitka kod Sheriffmuira

## Engleska
Među predvodnicima jakobitske urote za ustakan u zapadnoj Engleskoj bila su tri plemića i šest zastupnika. Vlasti su uhitile predvodnike u noći 2. listopada, te sljedećega dana lako zadobile dozvolu Parlamenta za ta uhićenja. Među njima je bio i vođa engleskih jakobita, Sir William Wyndha. Vlada je poslala pojačanja u Bristol, Southampton i Plymouth, kako bi se osigurali da ne padnu u ruke jakobitima. Oxford je bio poznat po svojoj sklonosti monarhiji, te ga je vlada smatrala naklonim Pretendentu. Stoga je 17. listopada general Pepper uveo dragune u grad i uhitio neke od vodećih jakobita, bez otpora.
Diverzijski ustanak bio je planiran u Northumberlandu kako bi pratio glavni ustanak na zapadu. Napredak ustanka na zapadu preduhitrile su brze akcije vladinih snaga, ali je ustanak u Northumberlandu ipak započeo 6. listopada 1715. U ovom engleskom ustanku sudjelovale su i neke istaknute osobe, među kojima dvojica plemića, James Radclyffe, 3. grof od Derwentwatera i William Widdrington, 4. barun Widdrington, te budući plemić, Charles Radclyffe, kasnije de jure grof od Derwentwatera. Još jedan budući engleski plemić, Edward Howard, kasnije 9. vojvoda od Norfolka, pridružio se kasnije ustanku u Lancashireu, kao i druge istaknute osobe, uključujući Roberta Cottona, jednoga od gospode iz Huntingdonshirea.
Engleski su jakobiti združili snage s pograničnim Škotima, koje je vodio William Gordon, 6. vikont Kenmure, te se toj maloj postrojbi pridružio i Mackintoshov kontingent. Zajedno su pošli na Englesku, te stigli do Prestona, gdje su se susreli s vladinim snagama. To je dovelo do bitke kod Prestona, od 12. do 14. studenoga. Jakobiti su osvojili prvi dan bitke, ubivši brojne pripadnike vladinih snaga, ali je sutradan stiglo pojačanje, te su se jakobiti naposljetku predali.

## Ishod
Pretendent je 22. prosinca pristao u Škotsku, u Peterheadu, ali dok je stigao u Perth, 9. siječnja 1716., jakobitska je vojska brojila manje od 5.000 ljudi. S druge strane, Argyllove su se snage naoružale teškim topništvom, te brzo napredovale. Mar je odlučio spaliti niz sela između Pertha i Stirlinga, kako bi lišio Argyllovu vojsku opskrbe. Mar je 30. siječnja izveo jakobite iz Pertha; 4. veljače Pretendent je napisao oproštajno pismo Škotskoj, isplovivši sutradan iz Montrosea.
Mnogim zarobljenim jakobitima bilo je suđeno za izdaju, te su osuđeni na smrt. Odštetni zakon iz srpnja 1717. podijelio je amnestiju svim sudionicima ustanka, ali čitav klan Gregor, među kojima i Rob Roy MacGregor, bili su posebno isključeni iz povlastica toga zakona.
Još jedan pokušaj, uz španjolsku potporu, poduzet je 1719., te je ponovno završio neuspjehom, u porazu nakon bitke kod Glenshiela. Jakovljev sin, Karlo Eduard Stuart pokušao je osvojiti prijestolje za svoga oca u još jednoj pobuni, 1745., ali je pobijeđen kod Cullodena. Jakov je umro 1766.